# Entoloma corneum
Entoloma corneum är en svampart som beskrevs av E. Horak 1973. Entoloma corneum ingår i släktet Entoloma och familjen Entolomataceae.   Inga underarter finns listade i Catalogue of Life.

## Bildgalleri

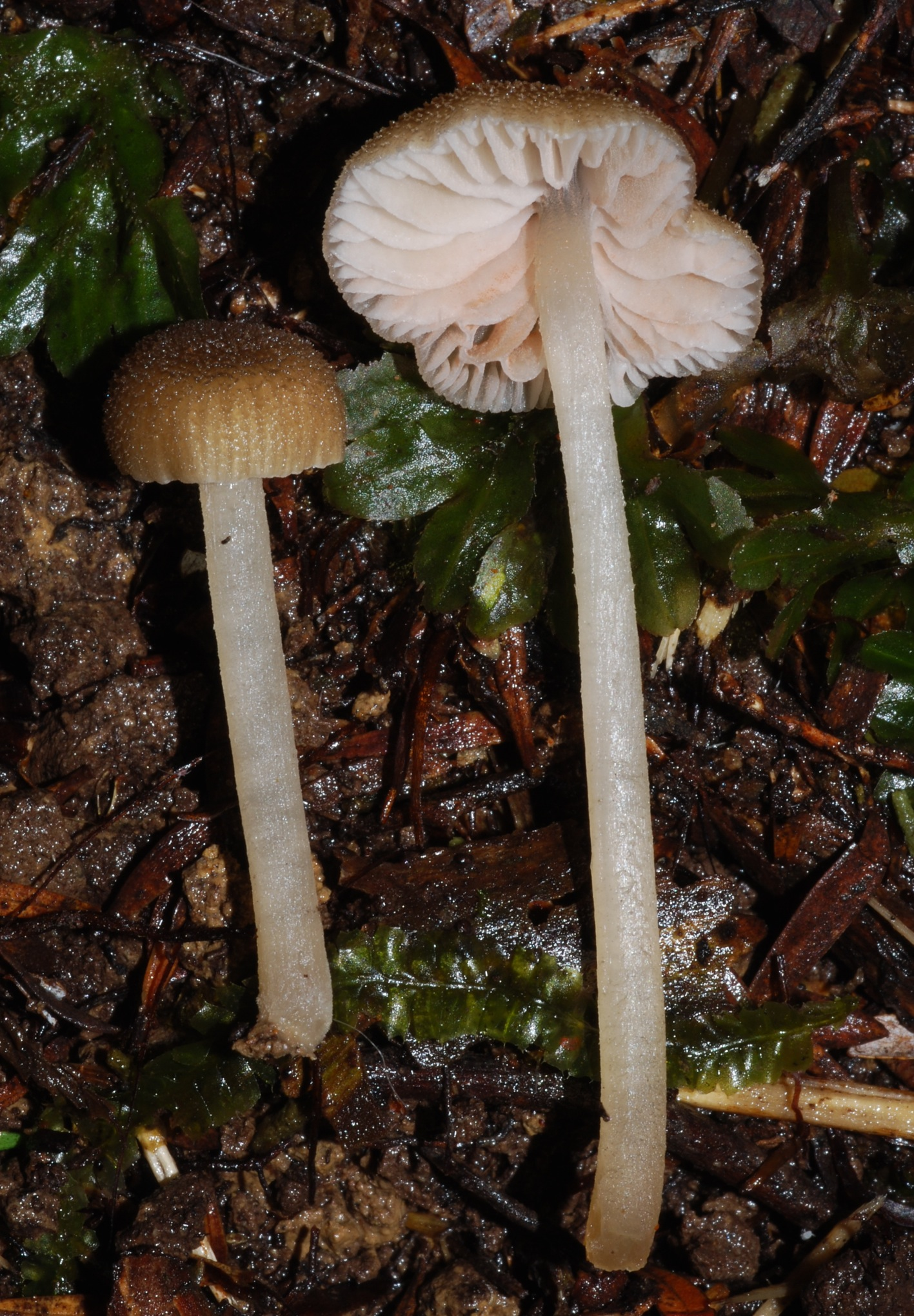
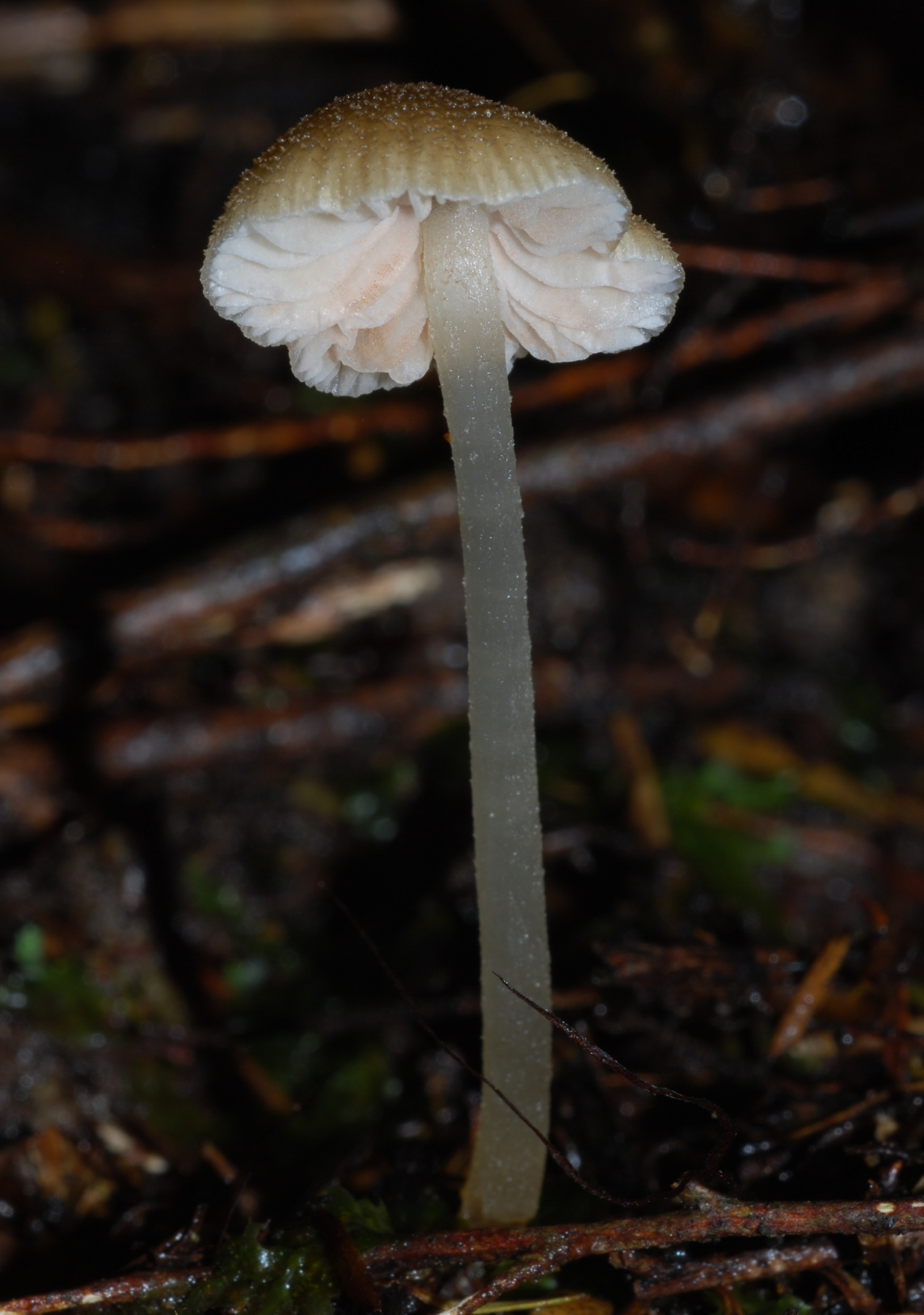
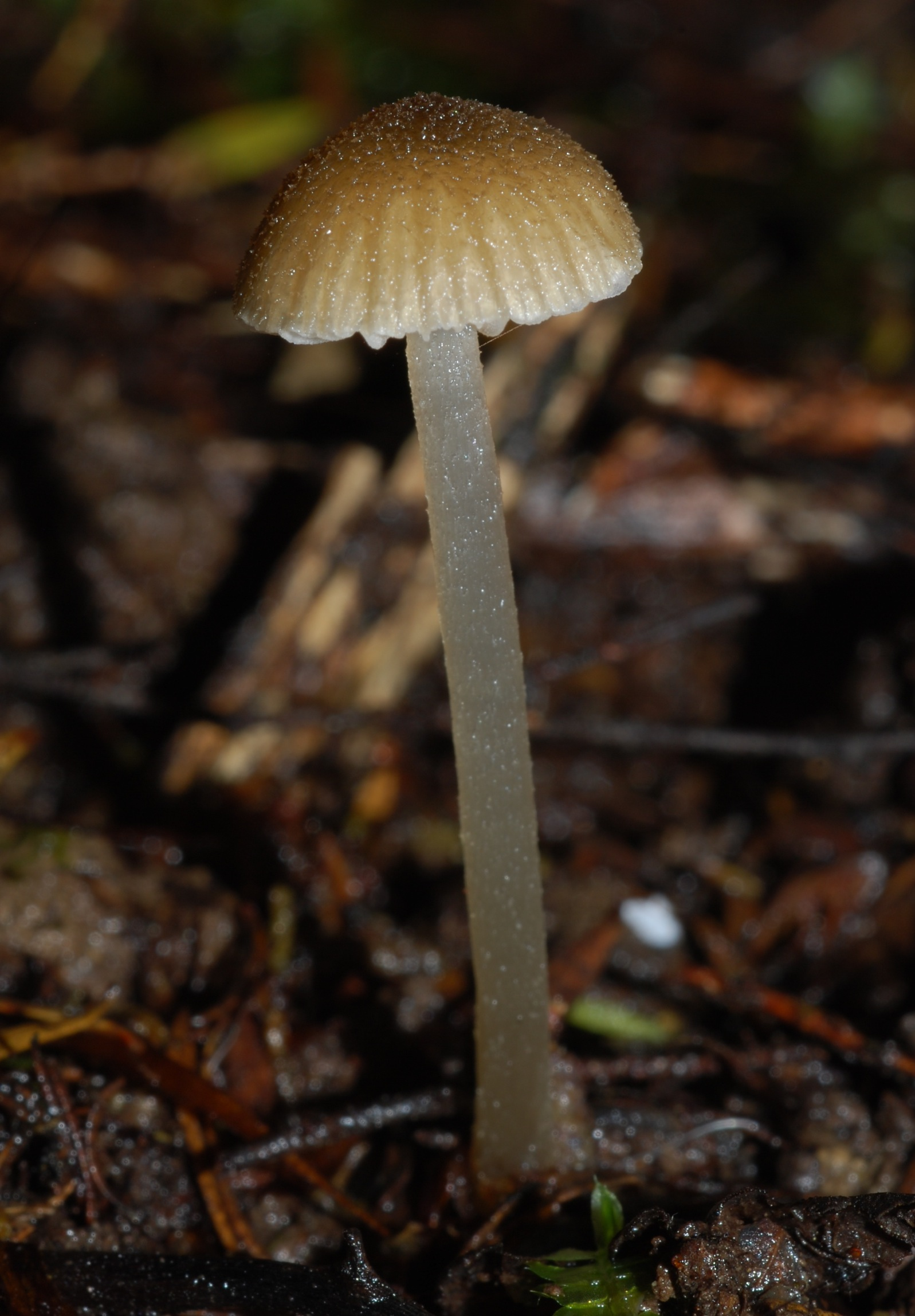
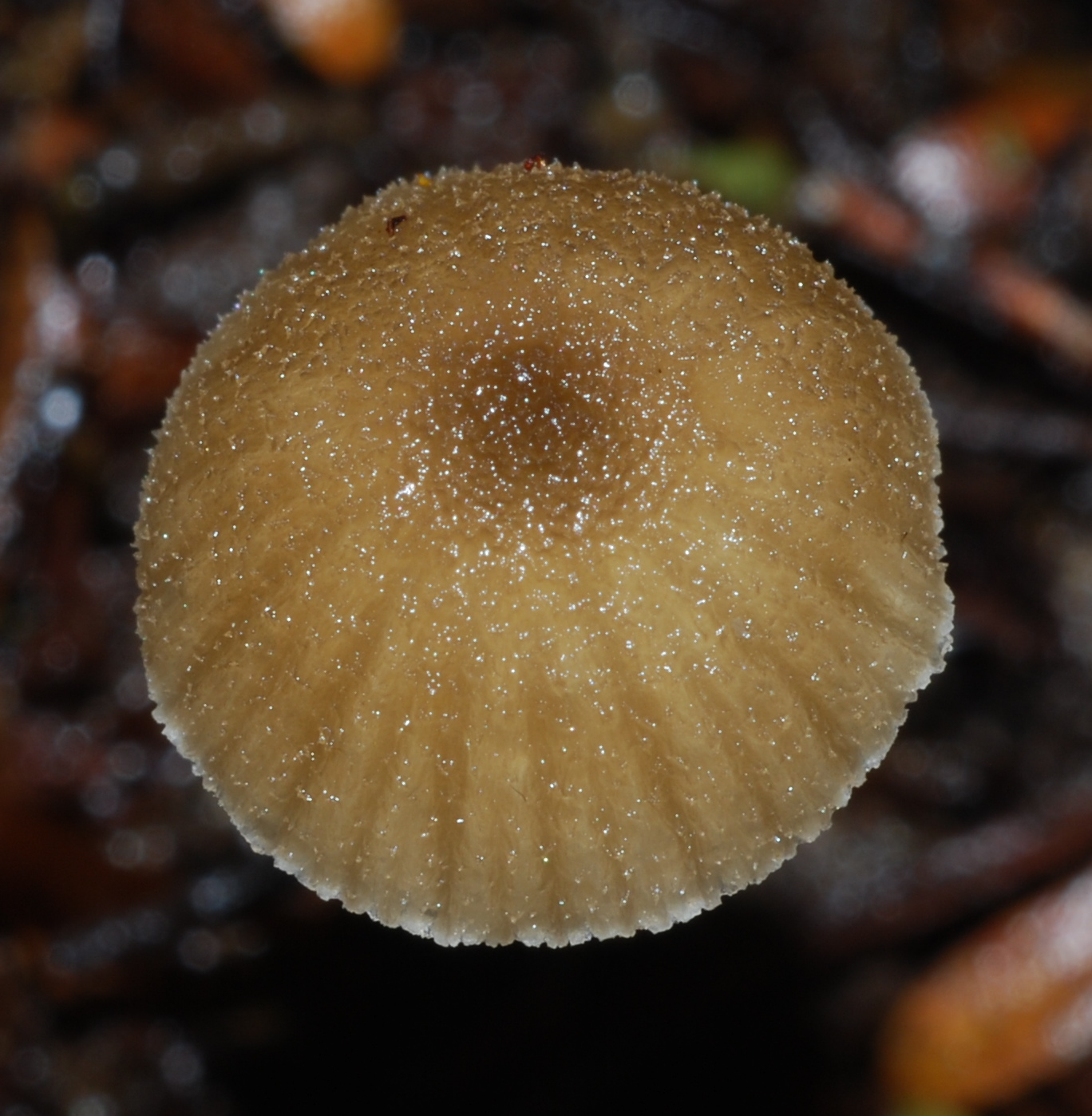
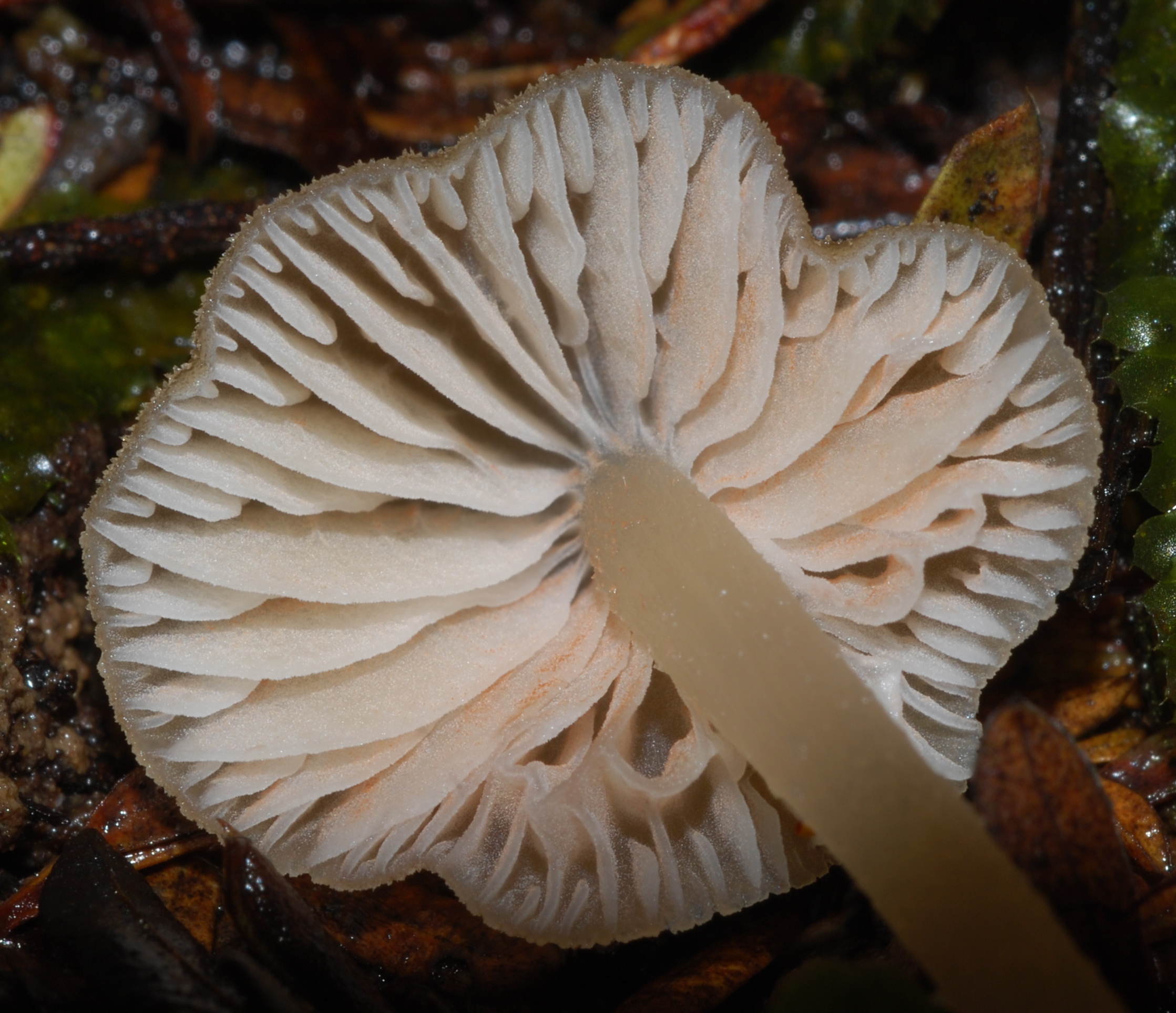
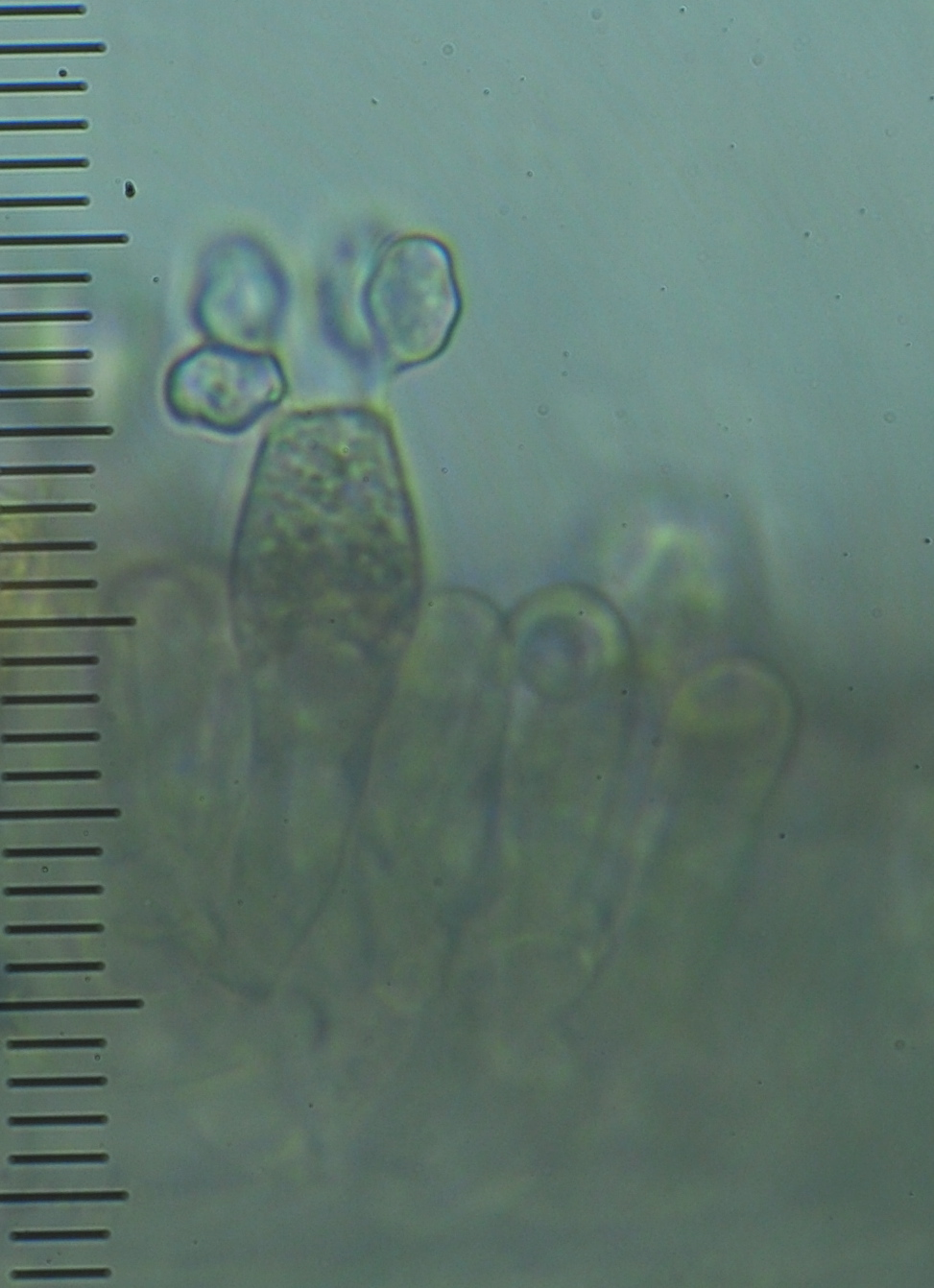
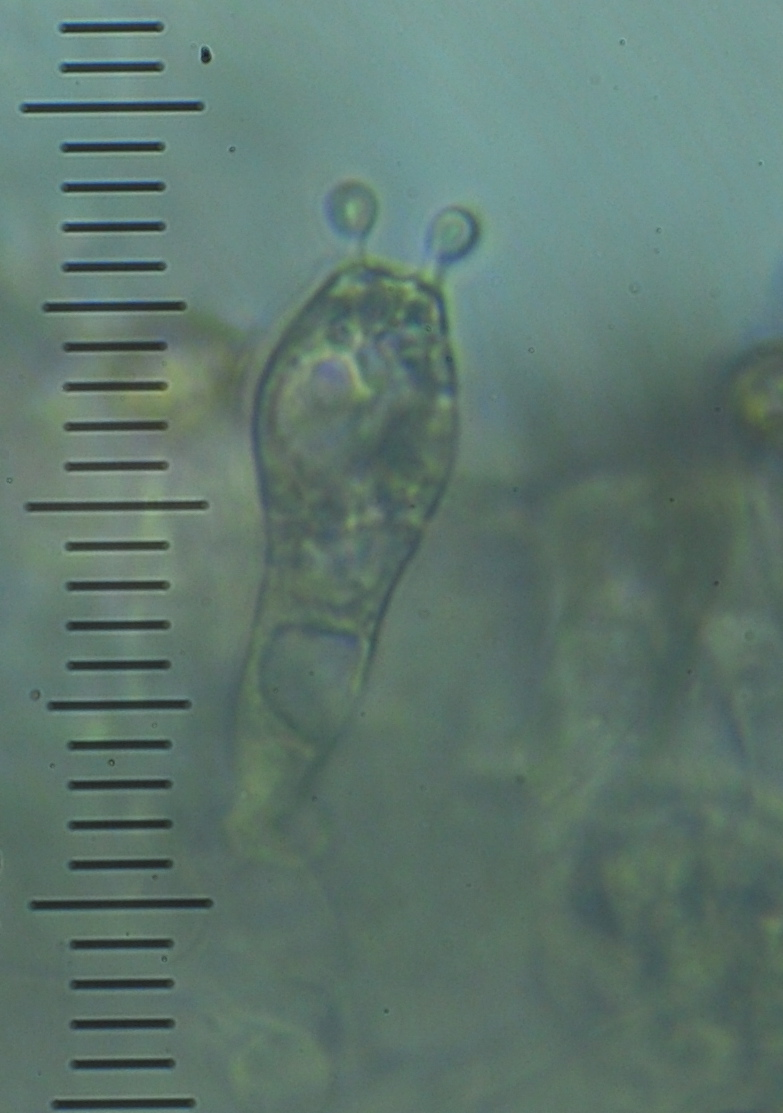
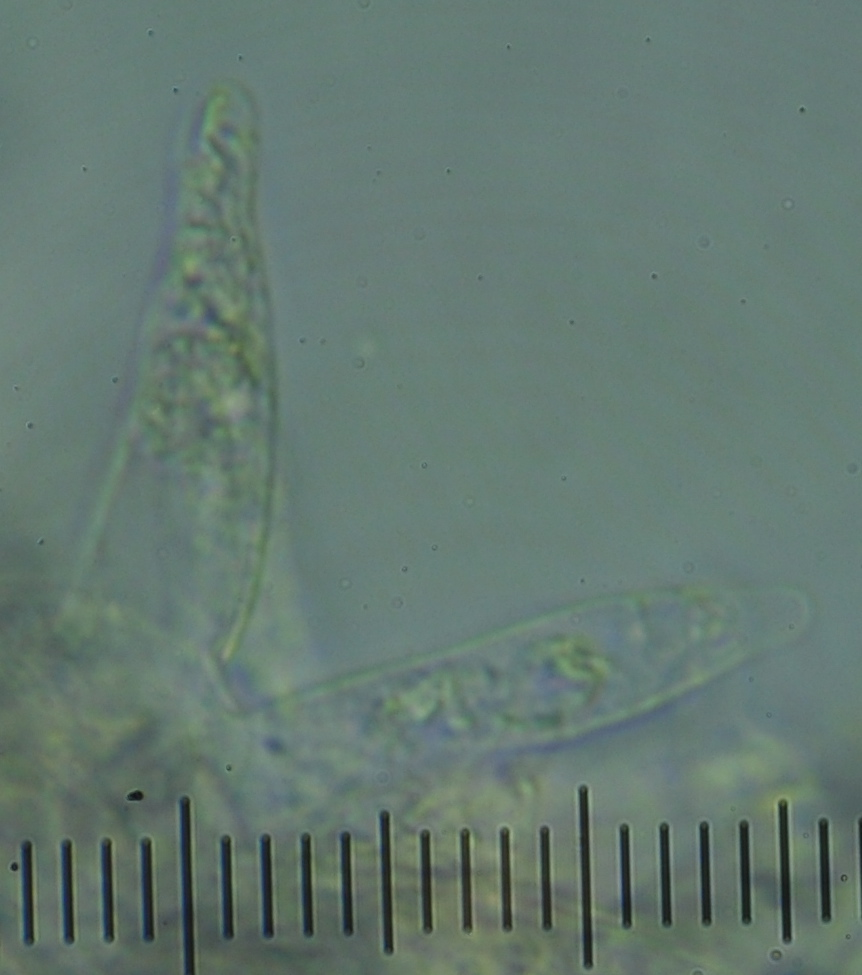
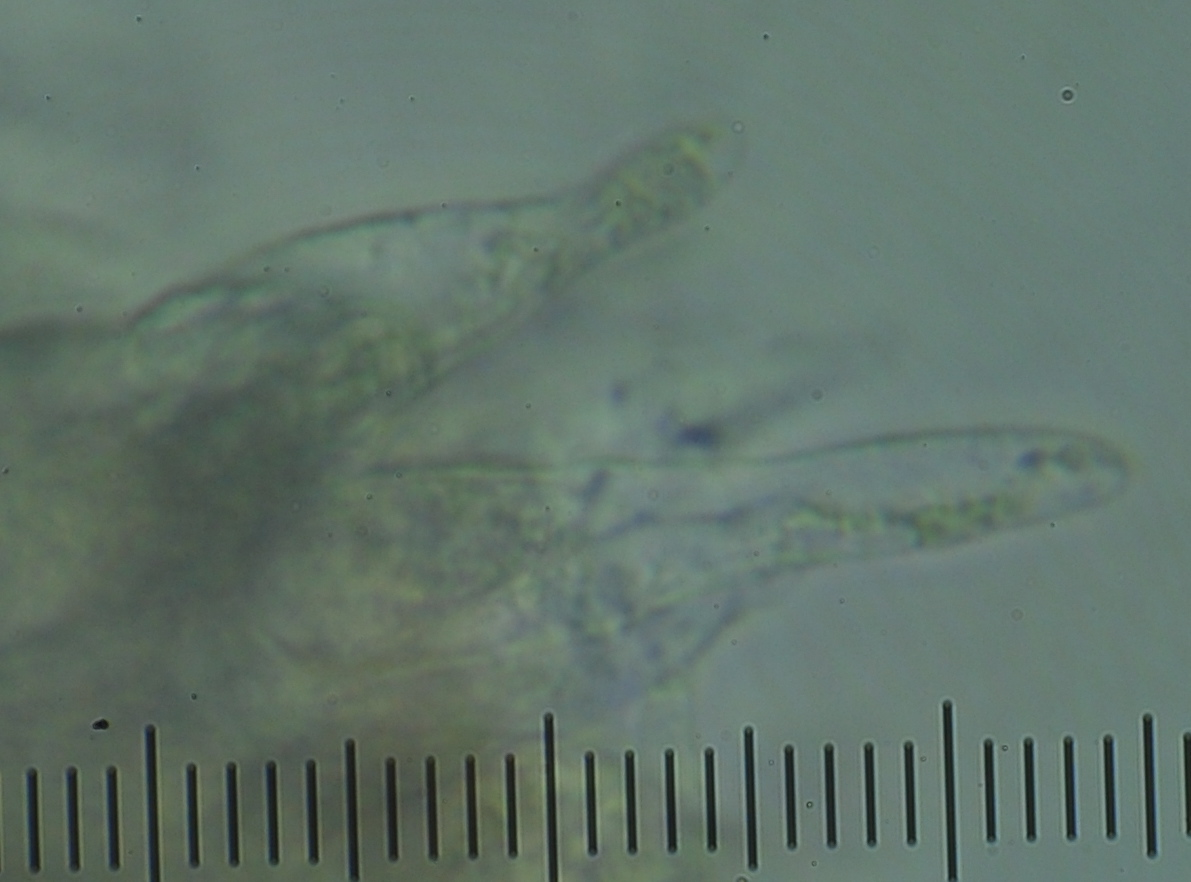
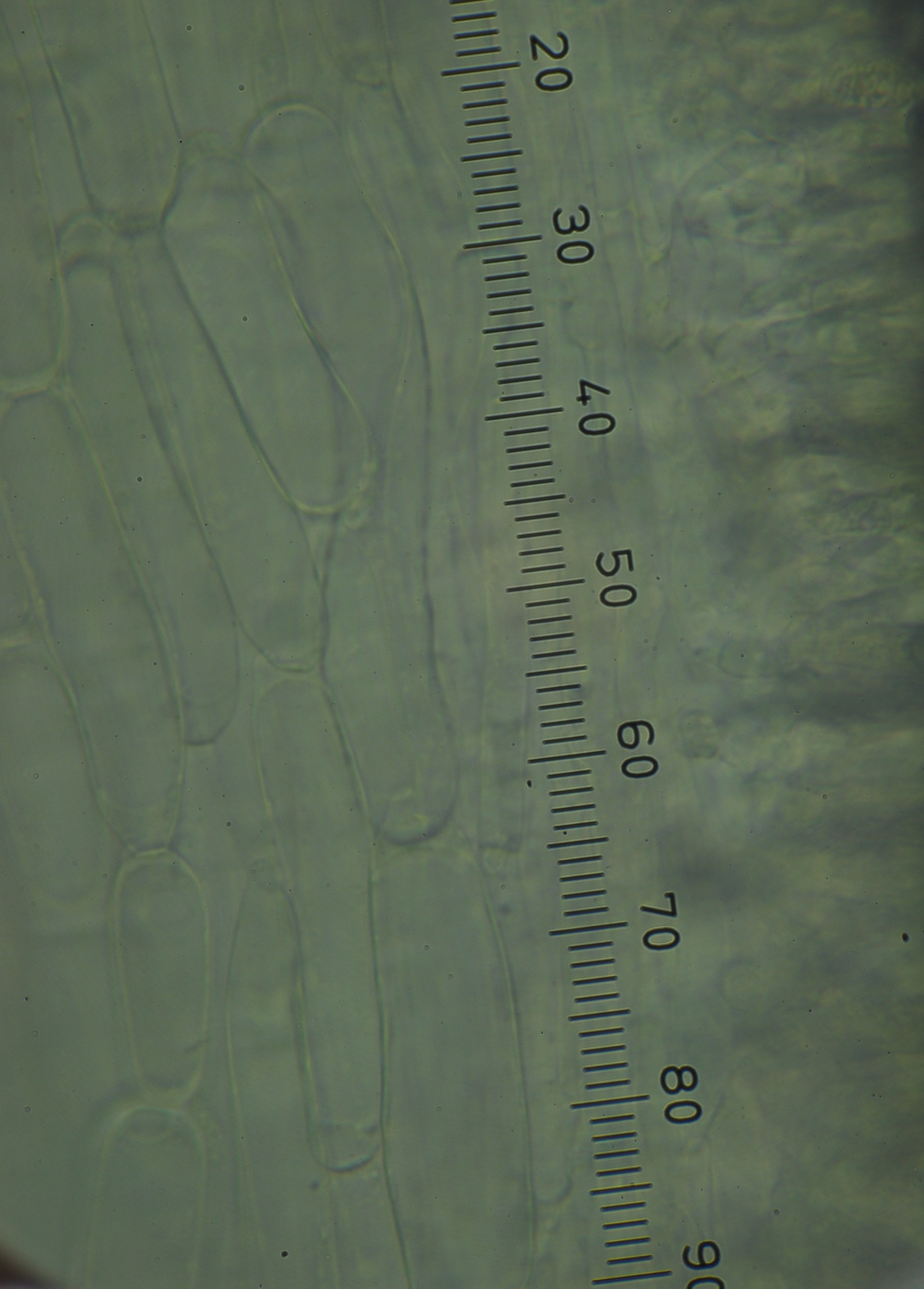
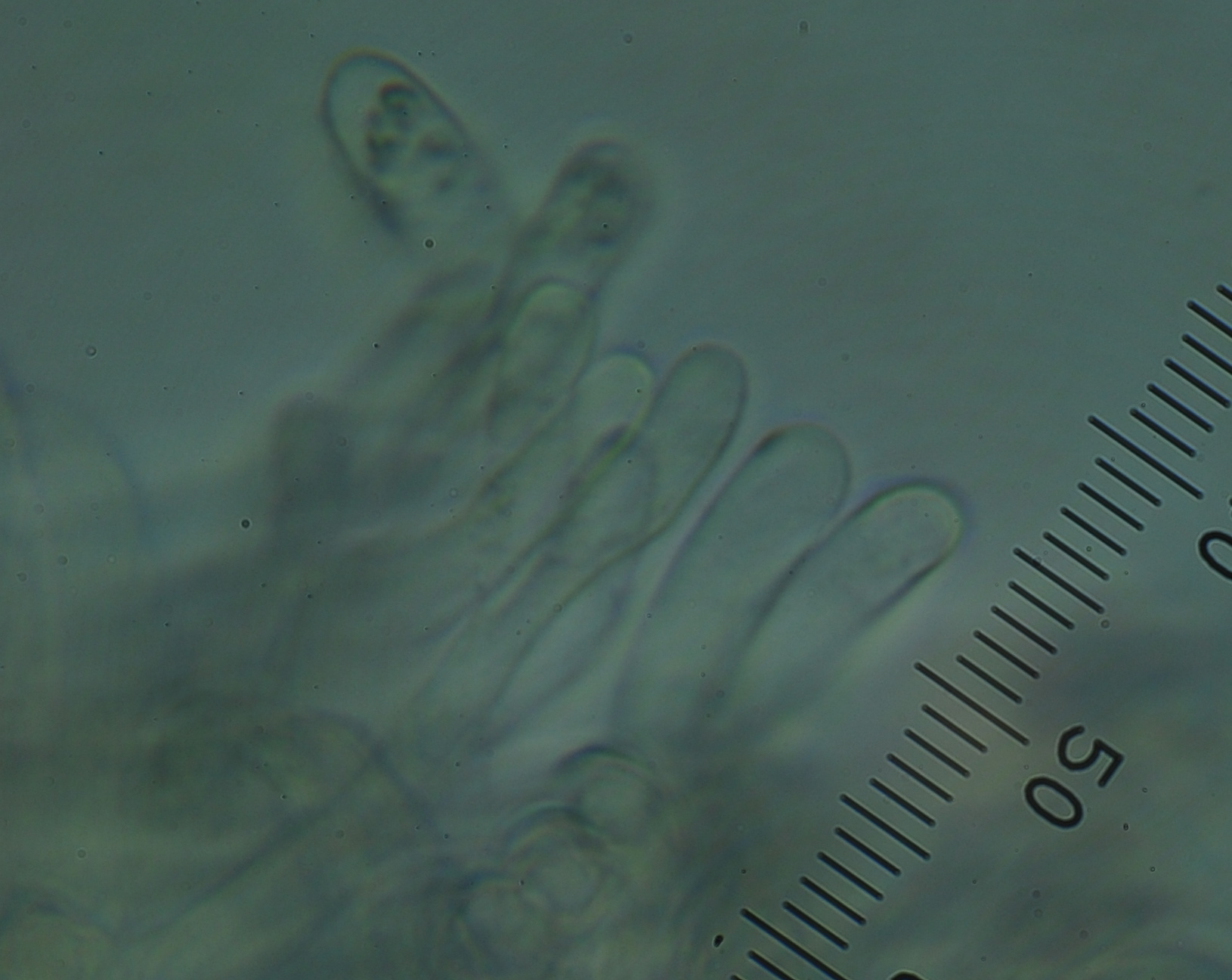
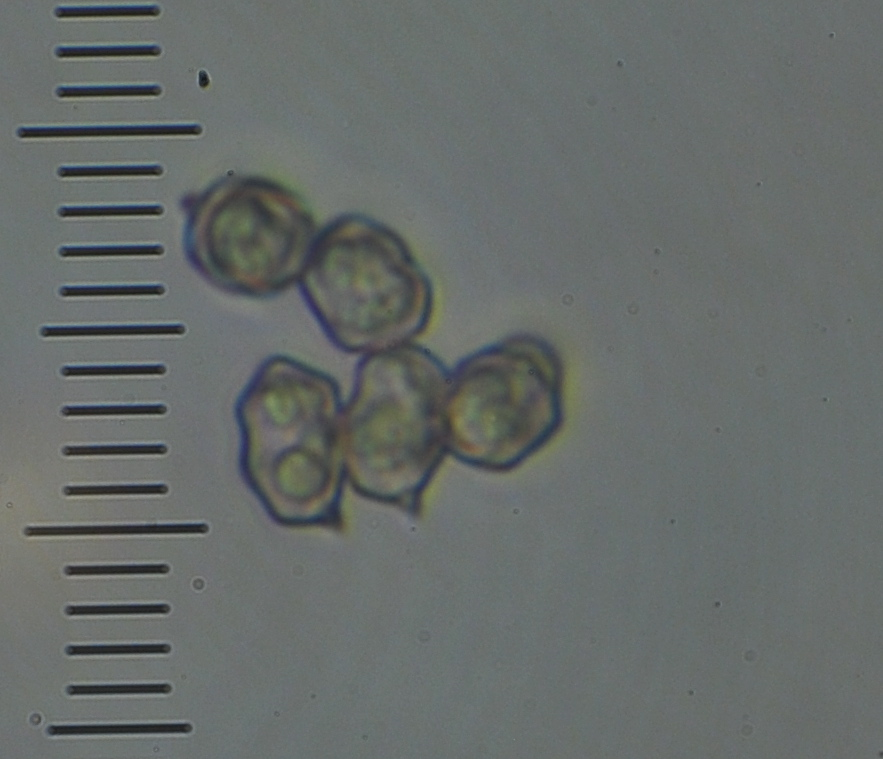
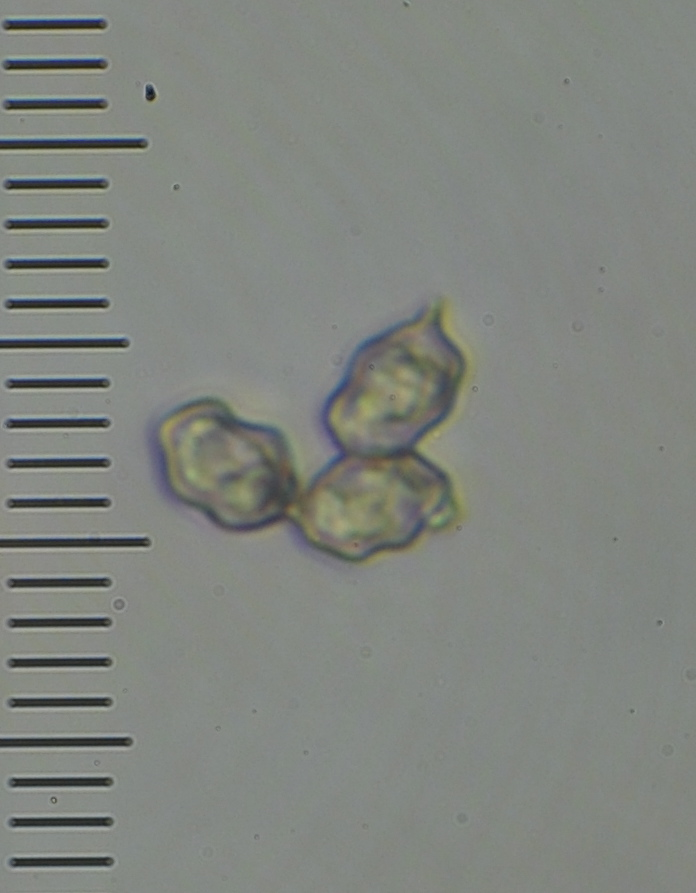